# Vlkov (Spálené Poříčí)
Vlkov (německy Wolfshof) je malá vesnice, část města Spálené Poříčí v okrese Plzeň-jih v Plzeňském kraji. Nachází se asi 2,5 kilometru severozápadně od Spáleného Poříčí. Prochází zde silnice I/19. Vlkov leží v katastrálním území Vlkov u Spáleného Poříčí o rozloze 3,74 km².

## Historie
První písemná zmínka o vesnici pochází z roku 1379.

## Obyvatelstvo
| Rok            | 1869 | 1880 | 1890 | 1900 | 1910 | 1921 | 1930 | 1950 | 1961 | 1970 | 1980 | 1991 | 2001 | 2011 | 2021 |
| -------------- | ---- | ---- | ---- | ---- | ---- | ---- | ---- | ---- | ---- | ---- | ---- | ---- | ---- | ---- | ---- |
| Počet obyvatel | 104  | 114  | 94   | 78   | 97   | 96   | 95   | 53   | 70   | 75   | 76   | 55   | 53   | 45   | 36   |
| Počet domů     | 20   | 10   | 10   | 10   | 10   | 10   | 11   | 13   | 13   | 17   | 18   | 16   | 16   | 18   | 16   |

## Pamětihodnosti
- Chamské sídliště Babiny